# 李嶽 (弘治進士)
李嶽（1454年—？），字維嵩，直隸鳳陽府五河縣人，民籍，明朝政治人物。

## 生平
應天府鄉試第一百二十名舉人。弘治六年（1493年）中式癸丑科會試第二百五十八名，三甲第一百六十六名進士。九年六月南京都察院理刑，十年四月实授南京浙江道監察御史，十五年四月升四川按察司佥事，正德三年（1508年）正月考察闲住。

## 家族
曾祖李興；祖父李通；父李志，前母朱氏；王氏。